# بحيرة بارتوغاي
بحيرة بارتوغاي (بالقازاقية: Бартоғай бөгені)‏ وتنطق Bartoǵaı begeni) هي خزان في منطقة ألماتي في كازاخستان.
وقد ظلت نقية نسبيًا نظرًا لأنها بعيدة عن أي مصادر تلوث. أنشأت في أوائل الثمانينيات على نهر تشيليك عند قاعدة هضبة سوجيتي (تلال سيوجاتي) كجزء من مشروع الري. واكتمل بناء السد عام 1983 ودخل الموقع حيز التشغيل عام 1985. وتقوم البحيرة بتجميع المياه خلال فصلي الشتاء والربيع وتطلق المياه للري من يونيو حتى سبتمبر.
يُسمح بالصيد الترفيهي في البحيرة وفي مجرى التيار في أوقات معينة من العام. ومن الحيوانات التي تقطن المنطقة حيوان الغرير.
وقد تكون نهر شيليك (تشيليك) في أوائل الثمانينيات من القرن العشرين على أراضي منطقة ألماتي، بفضل خزان بارتوجاي. وتكون الخزان بعد إنشاء سد حجري يبلغ ارتفاعه 60 مترًا بطول 330 مترًا، وبهذه الطريقة تم تكوين خزان بارتوغاي. وتغذي مياهه قناة ألماتي الكبرى، التي تمتد إلى مدينة ألماتي، وتروي المنطقة الزراعية على سفوح الجبال في طريقها.
وبارتوغاي هي منطقة قديمة. ومن جميع الجهات تحاط المسالك بالجبال المحمية من الرياح. ويوجد في منتصف المجرى مساحة شاسعة. وعندما كانت أرضا صالحة للزراعة، كانت تظهر آثار القنوات القديمة.
ويوجد العديد من تلال الدفن القديمة في بارتوغاي، صنعت من حجارة مغطاة بالتربة وبالكاد يمكن رؤيتها منها. وفرة التلال هنا ليس من قبيل الصدفة. منذ زمن سحيق كانت المنطقة جاذبة للناس، وكانت تعتبر مكانا مقدسًا. وكانت الشعائر تؤدى هناك، ويتم الاحتفال بالأعياد.